# 途易旅游
途易旅游公共有限公司（英語：TUI Travel PLC）是一家在伦敦证券交易所上市的的欧洲最大休闲旅游公司，总部位于英国西萨塞克斯郡的克劳利。它成立于2007年9月3日，由途易股份公司的旅游部门及首选假日旅游公司合并而成，其中途易股份公司持有该公司55.9%的股权，业务覆盖全球180个国家和地区，每年为近3千万的客户提供服务。途易旅游也是伦敦金融时报100指数的成分股，在欧洲拥有约3500家旅游门店、155架飞机、243间酒店，以及全球范围内的近50000名员工。该公司主营休闲旅游业务，并组织和管理四大核心业务部门：综合部、专项部、活动部及网络服务部。

## 历史
途易公司最早以「普鲁士采矿及冶炼有限公司」（德語：Preußische Bergwerks und Hütten-Aktiengesellschaft）的名称作为工业部门成立于1923年。 1956年首次在法兰克福证券交易所上市,并在1964年更名为「普罗伊萨格股份公司」（Preussag）。普罗伊萨格在2000年和2002年分别收购了汤姆森旅游及赫伯罗特后组成了「国际旅游联盟」（Touristik Union International），便将其公司本身更名为途易有限公司（TUI AG）。
首选假日最早以「户外之主」（Owners Abroad）的名称作为旅行社成立于1973年。1982年首次在伦敦证券交易所上市。1987年设立2000航空，并在1990年收购雷德温公司。它于1994年正式更名为首选假日。
途易公司于2007年3月19日宣布了其旅游部门将与首选假日合并的计划，并于同年6月29日得到欧盟委员会的批准。 2007年7月25日首选假日的股东最终接受合并计划，新公司途易旅游于9月3日首次正式在伦敦证券交易所上市。途易旅游的的财务报表将纳入途易股份公司。
新成立的途易旅游由原首选假日老板彼得·隆格担任CEO，途易股份公司总裁米歇尔·弗伦策尔博士则担任董事会主席。

## 运营
途易旅游分为五个部门
：
- 综合部  该部门拥有包括汤姆森和首选假日在内的87个品牌，分成两个组别（整套度假产品的销售及单独销售，例如机票）和三个地理区域（中欧、北欧和西欧），每年为约240万的客户提供服务，
  - 中欧 — 包括德国、瑞士、奥地利及东欧诸国，拥有48架飞机，1774家门店和超过9400名员工。
  - 北欧 — 包括英国、爱尔兰、加拿大和北欧诸国，拥有84架飞机，1131家门店和超过22000名员工。
  - 西欧 — 包括法国、荷兰和比利时，拥有20架飞机，689家门店和超过6500名员工。
- 专项部  该部门拥有25个品牌，超过3000名员工，每年为约200万的客户提供服务。专项部分成三个组别（目标组、优质组、及年龄组）：目标组为企业客户提供服务，优质组在欧洲、亚洲和加勒比地区提供高端休闲旅游产品，年龄组则以人口统计学为界定，主要目标为长者及学生团体。
- 网络服务部  该部门主要通过运营门户网站并在线上直接销售团队及个人旅游产品，共拥有39个品牌，超过4400名员工，每年为约1500万的客户提供服务。
- 活动部  该部门拥有39个品牌，超过3300名员工，每年为约40万的客户提供服务。活动部下设六个组别：海上组、冒险组、极地组、体育组、湖泊与滑雪组及学院组。
- 海岛巡游部  该部门以皇家加勒比邮轮公司的名义与该公司合资经营海岛巡游业务。

## 架构
| 途易旅游                                                   | 途易旅游                     | 途易旅游                    | 途易旅游                                                 | 途易旅游                                                                         |
| 途易中欧 TUI Central Europe                                | 途易北欧 TUI Northern Europe | 途易西欧 TUI Western Europe | 途易酒店及度假村 TUI Hotels & Resorts                    | 途易航空 TUI Airlines                                                            |
| ---------------------------------------------------------- | ---------------------------- | --------------------------- | -------------------------------------------------------- | -------------------------------------------------------------------------------- |
| 德国 奥地利 塞尔维亚 瑞士 波兰 俄罗斯 波斯尼亚和黑塞哥维那 | 英国 爱尔兰 斯堪的纳维亚     | 法国 比利时 荷兰 意大利     | RIU酒店 罗宾逊俱乐部 Grupotel Grecotel Iberotel 魔法生活 | 途易飞 汤姆森航空（由汤姆森飞及首选假日航空合并） 科西亚飞 捷飞 阿尔克飞 Jet4you |

## 在华业务
途易旅游的外方投资人自1978年起便开办组织欧洲游客前往中国旅游的业务，包括中国各个区域的城市旅游、观光、主题旅游团、包价旅游团和散客旅游。2003年11月6日，途易公司与中国旅行社分别以各占75%及25%的股权分配，共同创建了「中旅途易旅游有限公司」，主要提供中国公民的出境旅游服务。这是中国旅行业界首家、也是目前唯一一家由外方控股的合资公司。